# Rezerwat przyrody Dębice
Rezerwat przyrody Dębice – leśny rezerwat przyrody o powierzchni 41,92 ha, na terenie gminy wiejskiej Włocławek. Od północy przylega do niego Michelin – dzielnica Włocławka. Rezerwat został utworzony w 1998 roku. Celem ochrony rezerwatu jest zachowanie typowo wykształconej dąbrowy świetlistej oraz występujących w niej rzadkich i chronionych gatunków roślin.
Obszar rezerwatu podlega ochronie ścisłej (26,85 ha) i czynnej (15,07 ha).